# Nebria longula
Nebria longula är en skalbaggsart som beskrevs av Leconte 1878. Nebria longula ingår i släktet Nebria och familjen jordlöpare. Inga underarter finns listade i Catalogue of Life.